# تجمع جاحم (العبر)

تعديل مصدري - تعديل

تجمع جاحم هي إحدى قرى عزلة العبر بمديرية العبر التابعة لمحافظة حضرموت، بلغ تعداد سكانها 113 نسمة حسب تعداد اليمن لعام 2004.